# جلوبال تيليكوم القابضة
جلوبال تليكوم القابضة دمجت مع فيمبلكوم الروسية (بالإنجليزية: vimpelcom)‏ هي شركة مصرية يرجع تأسيسها إلى سنة 1998 وقد بدأت نشاطها عبر مساهمتها في موبينيل مع فرانس تيليكوم وموتورولا. توسع النشاط الجغرافي للشركة في السنوات التالية، ليشمل في سنة 2007 إضافة إلى مصر، تونس، الجزائر، العراق، زيمبابوي، باكستان، بنغلاديش، هونغ كونغ. في مارس 2007 بلغ عدد المشتركين في مختلف فروع الشركة حوالي 56 مليون شخص. تسيطر ويذر للاستثمارات (المملوكة من طرف عائلة ساويرس، والتي تملك ويند الإيطالية وهيلاس اليونانية) على الشركة عبر امتلاكها 50% زائد سهم من رأسمالها. بلغت إيراداتها سنة 2005 نحو 3.226 مليار دولار فيما بلغت قيمتها السوقية في 31 ديسمبر 2006 حوالي 14.5 مليار دولار. تشغل الشركة حوالي 20.000 ورئيسها هو نجيب ساويرس.

## بعض فروع الشركة ومساهماتها
بين قوسين نسبة مساهمة الشركة.
- تونيزيانا - تونس
- موبينيل 20% - مصر
- جازي (96.81%) - الجزائر.
- عراقنا (100%) - العراق.
- موبيلينك (100%) - باكستان.
- بنغلالينك (100%) - بنغلاديش.
- تيليسيل زمبابوي (100%) - زيمبابوي.
- كوريولينك (75%) - كوريا الشمالية.[2]
- هوتشيسون للإتصالات (19.3%) - هونغ كونغ.

وتوجد لها عدة فروع في تونس والمغرب والسودان وغيرها من الدول

## مجلس الإدارة
مجلس الإدارة في نهاية عام 2005 كان يتألف من:
- نجيب ساويرس
- أنسي ساويرس
- ألكس شلبي
- خالد بشارة
- خالد عز الدين إسماعيل
- محمد رشيد (كاتم استثمارات ياسر عرفات ومنظمة التحرير الفلسطينية) وقد قام ببيع حصص في شركات الاتصالات الجزائرية والتونسية إلى اوراسكوم تليكوم في عامي 2005 و 2006.

وفي عام 2007 غادر محمد رشيد مجلس إدارة اوراسكوم تليكوم واضيف التالون:
- علاء الخواجة، رجل الأعمال الفلسطيني.
- أحمد ماهر، وزير خارجية مصر الأسبق.
- حسن عبدو
- فرانسوا دوپفيه، سفير فرنسا السابق إلى تركيا ومصر.

### بيع محتمل للشركة
في ديسمبر 2007، ترامت أخبار مفادها أن رئيس مجلس إدارة اوراسكوم نجيب ساويرس قد عين فريقاً من مصرفيي الاستثمار لدراسة الخيارات المتاحة لاوراسكوم، بما فيها بيع الشركة في مزاد. وتـُقدر قيمة الشركة بمبلغ $17 مليار دولار (£8.4 مليار جنيه استرليني)، بما فيها الديون، محادثات أولية تمت مع تي-موبيل، وأطراف ذات اهتمام أخرى حسب جريدة صنداي تايمز اللندنية، بما فيها فودافون، تليفونيكا الأسبانية وأورنج الفرنسية. وقد تم البيع فعلا في يناير 2010